# Plavna
Plavna (serbocroata cirílico: Плавна; alemán: Plawingen; húngaro: Palona) es un pueblo de Serbia perteneciente al municipio de Bač en el distrito de Bačka del Sur de la provincia autónoma de Voivodina.
En 2011 tenía 1152 habitantes. La mitad de los habitantes son étnicamente serbios y la otra mitad está formada por minorías de croatas (šokci), magiares y yugoslavos.
Se conoce la existencia del pueblo en documentos del reino de Hungría desde 1522. Tras la invasión otomana, el pueblo siguió habitado, aunque con una población menor. Durante el período del Imperio Habsburgo fue un pueblo habitado casi exclusivamente por católicos, que en los censos de principios del siglo XX eran principalmente croatas (šokci), magiares y suabos del Danubio. Los serbios llegaron al pueblo a mediados del siglo XX, para llenar el hueco dejado por la expulsión de alemanes tras la Segunda Guerra Mundial.
Se ubica unos 5 km al suroeste de la capital municipal Bač, junto a la frontera con Croacia marcada por el Danubio.